# Mozilla Thunderbird
Mozilla Thunderbird (транскр.  Мозила тандерберд) је бесплатан програм за коришћење електронске поште, који је развила Мозила (аутор Фајерфокса). Датум објављивања прве званичне верзије је 7. децембар 2004. године.
Слоган који прати Thunderbird јесте „Повратите контролу над својим поштанским сандучетом“. Остале карактеристике су:
- подржава све могућности електронске поште (POP, IMAP, поруке у HTML формату, RSS)
- филтри нежељене поште
- заштита
- напредна безбедност
- прилагођавање програма својим потребама
  - проширења - додавање нових функција програму
  - теме - измена изгледа комплетног програма
  - измена контролних дугмића